# 環境研究 (期刊)
《環境研究》（Environmental Research）是一份科學學術期刊。該期刊每年出版8次，內容為研究化學和微生物污染對人類健康的影響。目前，期刊的主編是西班牙羅維拉·依維爾基里大學的J.L. Domingo。據2017年發佈的期刊引證報告指，《環境研究》的影響因子是4.732。

## 資料來源
1. ↑  .   [2014-05-16]. （原始内容存档于2021-04-19）.

## 外部連結
- 官方网站